# Podtalnica
Podtalnica ali podzemna voda je voda, ki je nasičena (saturirana) v vodonosnikih pod zemeljskim površjem. Gladina ali raven podzemne vode, ki jo vidimo v vodnjaku je meja nasičenega dela vodonosnika, nad njo je še plast kapilarnega dviga podzemne vode, plast do povrhnjice pa je nenasičen del vodonosnika. Podzemna voda se premika gravitacijsko, proti neprepustni plasti vodonosnika ali pa sledi nagnjenosti njegovega površja. Hitrost gibanja vode skozi vodonosnik poimenujemo "potovalni čas". Odvisen je od strukture vodonosnika in naklona vodonosnih plasti, v posebnih primerih pa tudi od pritiska v podzemnih zbiralnikih -arteške vode. Podzemna voda se na mestih, kjer se vodonosnik stika z zemeljsko površino izlije na površje-izvir. 
- Shema arteškega izvira
- Arteški izvir
- Izvir reke Lahinje
- Vodnjak

## Podzemna voda
Podzemne vode se naravno napajajo in obnavljajo s padavinskimi vodami (dež, sneg), indirektno pa tudi s podzemnim tokom iz rek in jezer, včasih tudi morja. Vodonosnike lahko umetno obnavljamo oziroma bogatimo tudi z vodnimi objekti pregradami, ki gladino površinske vode dvignejo nad gladino podzemne vode in tako omogočijo pronicanje v podtalje ali z umetnim dovajanjem vode v vodonosnik preko vodnjakov.
Na območjih, kjer gladina podzemne vode sega do površine ali tik pod njo se oblikujejo posebna območja - mokrišča. 
Gladina podzemne vode niha zaradi naravnih hidroloških razmer, predvsem pa zaradi rabe. 

### Vodonosniki
Beseda vodonosnik (angl: aquifer) izvira iz latinskih besed aqua (voda) in ferre (nositi) in pomeni plast propustne kamenine - apnenca ali dolomita, plast proda, peska ali konglomerata v katerem se zadržuje voda v nasičenem stanju. 
Vodonosniki se med seboj razlikujejo po svoji geološki in kameninski strukturi. V splošnem so vodonosniki sedimentnih geoloških struktur produktivnejši od vodonosnikov  preperelih kamnin.
Na ozemlju Slovenije prevladujejo dobro propustne sedimentne kamenine z medzrnsko (19%), razpoklinsko (14%) ter kraško razpoklinsko poroznostjo (33%).  Vodonosniki z medzrnsko poroznostjo so kamenine terciarne in kvartarne starosti in se nahajajo v osrednjem (Sorško polje, Ljubljansko in Kranjsko polje), vzhodnem (Savinjska in Krška kotlina) in severovzhodnem delu (Murska in Dravska kotlina) države. Vodonosniki kraške in razpoklinske poroznosti so karbonatne kamenine, v glavnem apnenci in dolomiti, mezozoiske in paleozoiske dobe. Nahajajo se na severu (Karavanke, Kamniško-Savinjske Alpe), na zahodu (Julijske Alpe) ter jugu in jugozahodu države (območje Notranjskega, Dolenjskega in Primorskega Krasa). 
Podzemne vode v enem ali več vodonosnikov tvorijo vodno telo. V Sloveniji je v skladu s prvo določitvijo vodnih teles v okviru Načrta upravljanja voda ua obdobje 2009-2015  določenih 21 vodnih teles podzemnih voda. Kakovost podzemnih voda se spremlja (monitoring) in ocenjuje glede na vrednost parametrov količinskega in kemijskega stanja vodnih teles.

### Zaloge podzemne vode
Skupna količina podzemnih voda na svetu je ocenjena na približno 0,61 % celotne vode na svetu, vključno z oceani in stalnim ledom, kar je približno enako skupni vsoti sladke vode shranjene v snegu in ledu, vključno s severnim in južnim polom. To postavlja podzemne vode kot pomemben vodni vir, ki pomembno prispeva k premagovanju pomanjkanja površinske vode v sušnih obdobjih . 
Zaloge podzemne vode predstavljajo, zaradi dolgega potovalnega časa, dolgoročni zbiralnik naravnega ciklusa vode (čas izmenjave vode v vodonosniku traja od nekaj dni do več tisočletij), kar je pomembno v primerjavi z zadrževalnim časom v zadrževalnikih površinske vode, ki znaša od nekaj ur do nekaj let. 
Primer: "Veliki arteški bazen" osrednji in vzhodni Avstraliji je eden največjih vodonosnih sistemov na svetu in obsega skoraj 2 milijona kvadratnih kilometrov. Z analizo elementov, ki so jih našli v vodi iz globokih vodonosnikov so hidrogeologi ugotovili, da je lahko voda iz teh vodonosnikov stara več kot milijon let, pri tem so ocenili, da je njen pretočni čas 1 meter na leto. 

## Raba podzemne vode
Podzemna voda je pomemben vodni vir, kakor tudi vir toplotne energije, vendar pa njena prekomerna raba, to je raba, ki presega možnost obnove zalog podzemne vode v vodonosniku v določenem časovnem obdobju, lahko povzroči velike težave ljudem in tudi okolju. 
Najbolj očiten problem prekomerne rabe je znižanje gladine podzemne vode, pod nivo črpališč obstoječih vodnjakov. Na nekaterih krajih (npr. v Kaliforniji, Indiji) beležijo upad gladine podzemne vode do 100 in več metrov.
Znižanje gladine podzemne vode lahko povzroči tudi druge težave, kot je pogrezanje tal ter na območjih blizu morja vdore slane vode. 
Visoka specifična toplotna zmogljivost vode in izolacijski učinek kamnin vodonosnika lahko ublaži vplive nihanja temperatur podnebja in vzdržuje podzemne vode na relativno stalni temperaturi okoli 10 °C, kar je lahko vir toplotne energije - toplotne črpalke).
Podzemna voda ima tudi pomembno ekološko vlogo, predvsem za obstoj ekosistemov  odvisnih od vode, npr. mokrišča, jezera, kot tudi podzemnih kraških ekosistemov. 
Poseben problem predstavlja črpanje ali prekomerna raba "fosilnih" voda, saj povečuje skupno količino vode v hidrosferi. Dodajanje vode v sistem hidrosfere lahko vpliva na globalno podnebje. 

#### Pogrezanje tal
Pogrezanje tal nad vodonosniki se pojavi, ko se zaradi odvzema vode iz kameninske strukture, poruši ravnotežje v vodonosniku. Ugreznine so videti kot kraterji na zemljišču. To se zgodi, ker hidravlični tlak podtalnice v prostorih in porah vodonosnika podpira težo krovnih usedlin, ko pa je podtalnica odstranjena iz podzemnih vodonosnikov s čezmernim črpanjem, pritiski v porah vodonosnika padejo in lahko se pojavi stiskanja vodonosnika. To stiskanje se lahko delno nadomesti, če se pritiski obnovijo, vendar se jih večina ne. Ko postane vodonosnik stisnjen, lahko to povzroči pogrezanje in drsenje tal ter padec površine tal. 
Primer: Mesto New Orleans, Louisiana je danes dejansko pod morsko gladino in ugrezanje je delno posledica prekomernega črpanja iz vodonosnikov pod mestom. V prvi polovici 20. stoletja se je mesto San Jose v Kaliforniji pogreznilo za 4 metre, kar je povzročilo čezmerno črpanje, posledice so omilili z umetno nadzorovanim sistemom upravljanja površinskih in podzemnih voda.

#### Vdori morske vode
Vodonosniki, ki se nahajajo v bližini morja so lahko zaradi nihanja gladine podzemne vode, ki je posledica naravnih razmer ali prekomerne rabe, kakor tudi zaradi nihanja morske gladine izpostavljeni vdoru slane morske vode v vodonosnik. Pogoste probleme te vrste imajo otoške države, kot so Malta, Ciper, potencialen tovrsten problem pa obstaja tudi v primeru črpališča Brestovica v Sloveniji.

## Onesnaževanje
Glavni viri onesnaževanja so kmetijstvo (razpršeni viri- gnojenje, škropljenje proti škodljivcem) in točkovni viri  iz komunalnih ali industrijskih izpustov. Onesnaževanje lahko vpliva direktno na črpališča pitne vode, če jih ustrezno ne zavarujemo. V ta namen države v skladu z dogovorjeno metodologijo vzpostavijo vodovarstvena območja , katerih velikost in varstveni režim  je odvisna od potovalnega časa vode v vodonosniku. Vodovarstveni režimi so posebej pomembni ob razlitjih nevarnih snovi na območju vodonosnikov. Območja Krasa so zaradi porozne strukture apnenčastih kamnin še posebej občutljiva na površinska onesnaževanje podtalnice. 
Primeri onesnaženj:
"Love Canal" je eden izmed najbolj znanih primerov onesnaženja podtalnice. Leta 1978, so prebivalci ob "Kanalu ljubezni" na podeželju New York-a opazili visoko stopnjo rakavih obolenj in skrb vzbujajoče število okvar ploda v nosečnosti. Kasneje so ugotovili, da je to bila posledica pronicanja organskih topil in dioksinov na industrijskih odlagališčih v podtalnico, ki je bila vir pitne vode za tamkajšnje prebivalce. 
Drugi primer razširjene onesnaženosti podtalnice je v Ganges Plain v severni Indiji in Bangladešu, kjer gre za hudo onesnaženje z naravno pojavljajočim arzenom, ki je prizadel 25 % vodnjakov v plitkih delih in dveh regionalnih vodonosnikov.
V Sloveniji je eden najbolj odmevnih primerov onesnaženja pitne vode onesnaženje izvira reke Krupe v Beli krajini.

## Podzemna voda na drugih planetih
Glede na raziskave površine nekaterih planetov znanstvenik lahko sklepajo na prisotnost vode na nekaterih od njih. Domnevajo, da so nekatere reliefne oblike, ki so jih opazili na Marsu verjetno nastale pod vplivom podzemnih voda. Obstajajo tudi dokazi, da lahko obstajajo tekočine pod površjem Jupitrove lune Evropa. 